# Annabella Piugattuk
Annabella Piugattuk, née le 19 décembre 1982, est une actrice inuite canadienne, connue pour son rôle dans le film de 2003 The Snow Walker.

## Biographie
Annabella Piugattuk est née le 19 décembre 1982 à Frobisher Bay, Territoires du Nord-Ouest (aujourd'hui Iqaluit, Nunavut), Canada. Elle a grandi avec ses quatre frères et sa sœur cadette à Igloulik, un village de 1 286 habitants au Nunavut. Tout au long de son enfance, Annabella a passé du temps avec son grand-père, écoutant ses histoires sur leur passé ancestral et développant une profonde compréhension de la tradition inuit. Elle est devenue adepte des techniques de chasse et de survie en milieu sauvage.

### Carrière
Elle s'intéresse au théâtre après que son professeur de huitième année l'implique dans une pièce de théâtre à l'école. À l'âge de 19 ans, elle lit un article dans le Nunatsiaq News sur la présence en ville de directeurs de casting à la recherche d'acteurs pour un nouveau film, The Snow Walker. Encouragée par sa mère, elle obtient une copie du scénario auprès des représentants de l'entreprise, qui les distribuent. Ce vendredi soir, lors d'une danse communautaire avec des amis, elle est approchée par le directeur de casting Jared Valentine, qui lui demande de passer une audition pour le rôle de Kanaalaq. Après avoir assisté à des auditions locales, la petite adolescente et cinq autres demi-finalistes s'envolent pour Vancouver afin de faire des tests à l'écran. Quelques semaines après son retour à la maison, elle apprend qu'on lui offre le rôle.
Dans le film The Snow Walker, elle incarne le personnage de Kanaalaq, une jeune femme inuite qui aide un pilote de brousse canadien à survivre aux dures conditions des Territoires du Nord-Ouest à la suite d'un accident d'avion. Comme le personnage qu'elle incarne, elle est une chanteuse de gorge inuite et peut pêcher, chasser le phoque et le morse et confectionner des vêtements avec des peaux de caribou[réf. nécessaire]. Pour son rôle dans The Snow Walker, Piugattuk a reçu une nomination au Génie en tant que meilleure actrice de soutien en 2004.
En 2005, Annabella apparait dans la mini-série télévisée Into the West dans le rôle de Dancing Water.
Elle vit à Iqaluit au Nunavut.

## Filmographie
- The Snow Walker (2003)
- Into the West (2005) [3]

## Honneurs et récompenses
- Nomination aux prix Génie 2004 pour la meilleure performance d'une actrice dans un second rôle (pour The Snow Walker )
- 2006 DVD Exclusive Awards Nomination de la meilleure actrice (pour The Snow Walker )